# Thompson River, British Columbia
Thompson River är ett vattendrag i Kanada.   Det ligger i provinsen British Columbia, i den södra delen av landet, 3 400 km väster om huvudstaden Ottawa.
I omgivningarna runt Thompson River växer i huvudsak barrskog. Runt Thompson River är det glesbefolkat, med 9 invånare per kvadratkilometer.